# (467023) 2016 CY166
(467023) 2016 CY166 es un asteroide perteneciente al cinturón de asteroides descubierto por el Mount Lemmon Survey el 11 de septiembre de 2007 desde el Observatorio del Monte Lemmon.